# Almolonga
Pour l’article homonyme, voir Almolonga (volcan).
Almolonga est une ville du Guatemala située dans le département de Quetzaltenango.